# Guerra Luso-Holandesa
A Guerra Luso-Holandesa foi um conflito armado entre tropas portuguesas, contra as forças holandesas da Companhia Holandesa das Índias Orientais ou VOC e da Companhia Holandesa das Índias Ocidentais ou WIC, que haviam ocupado territórios ultramarinos portugueses durante o domínio espanhol da coroa portuguesa, tais invasões ocorreram principalmente no Nordeste do Brasil e o litoral de Angola, ocorreu inicialmente no âmbito da resistência local, e mais tarde no que se denominou de Guerra da Restauração, tais confrontos armados, entraram para os anais da História, como o primeiro grande conflito à escala mundial.
Travada de 1595 a 1663, caracterizou-se principalmente pelas invasões das companhias majestáticas holandesas aos territórios do império português na América, África, Ásia (Índia e extremo oriente). Os confrontos foram iniciados durante a dinastia Filipina, a pretexto da Guerra dos Oitenta Anos, travada então, na Europa, entre a Espanha e os Países Baixos. Portugal foi envolvido no conflito por estar sob a coroa Espanhola dos Habsburgos, durante a chamada União Ibérica, mas os confrontos ainda perduraram, mesmo vinte anos após o 1º de dezembro de 1640 da Restauração da Independência
O conflito estaria pouco relacionado com a guerra na Europa, servindo principalmente o propósito de estabelecer um império ultramarino holandês, assim como o domínio do comércio das especiarias, aproveitando a vulnerabilidade dos Portugueses. Forças Inglesas, rivais de Espanha e livres da aliança que os ligava aos portugueses durante a União Ibérica, também auxiliaram os holandeses em certos momentos, até à restauração, altura em que a aliança voltou vigorar.
A guerra resultou na perda do domínio português no oriente e na fundação do império colonial holandês nos territórios conquistados. As ambições holandesas noutros teatros de competição económica, como o Brasil e Angola, foram em grande parte invertidas pelos esforços Portugueses. Os interesses Ingleses beneficiaram também do conflito prolongado entre os seus dois principais rivais no oriente.

## Antecedentes

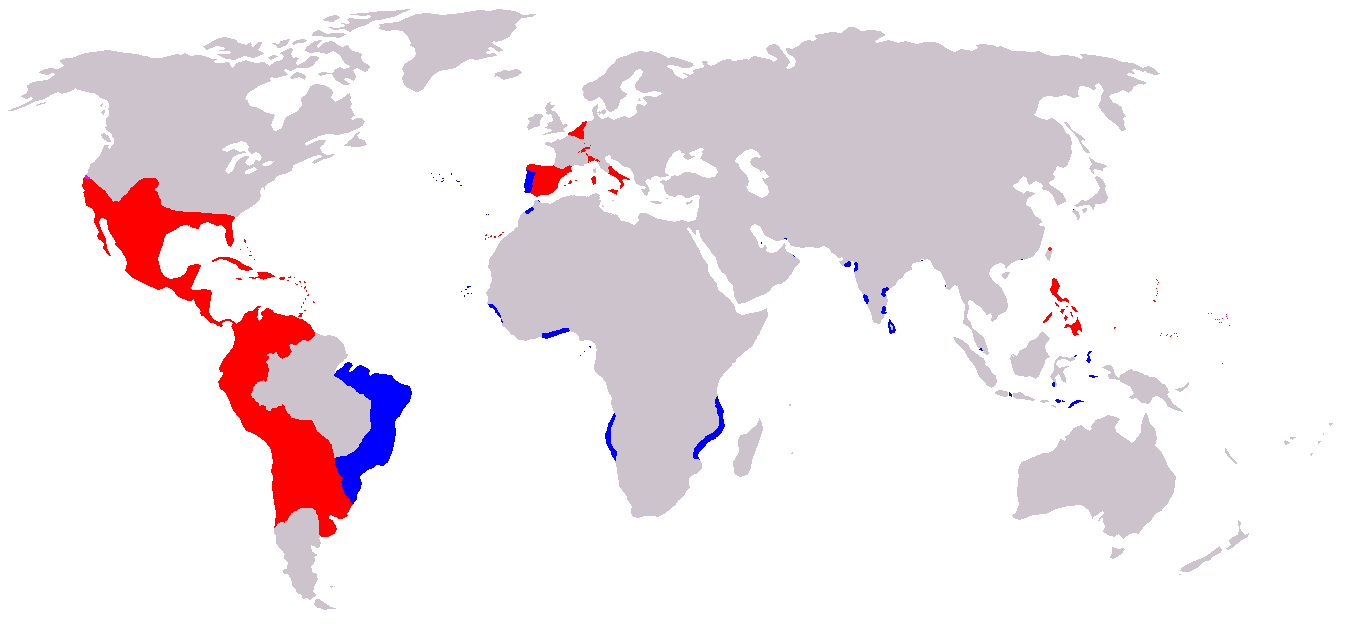
Territórios do império português (azul) e espanhol (vermelho) durante a União Ibérica (1580-1640)

Em 1581, um ano após a União Ibérica, os territórios que formavam a União de Utreque, também sob domínio dos Habsburgos, revoltaram-se e depuseram Filipe II de Espanha declarando a República das Sete Províncias Unidas dos Países Baixos.
Durante a União Ibérica, Portugal continuou a ser formalmente um reino independente com administração própria, mas sua política externa e naval tornou-se cada vez mais subordinada e orientada pelos interesses espanhóis. Em 1588 a esquadra portuguesa é utilizada por Filipe I de Portugal (Filipe II de Espanha) para combater os inimigos do rei. Por causa disso os mais poderosos navios portugueses foram incorporados à Invencível Armada espanhola.
Após a derrota da Invencível Armada em 1588 deu-se uma enorme expansão do comércio marítimo holandês, com os holandeses estendendo os seus ataques aos domínios marítimos espanhóis.
No início do século XVII, Portugal tinha o domínio quase exclusivo do comércio no Oceano Índico, porém, o império português, sem autonomia e formado sobretudo de assentamentos costeiros, vulneráveis a ser tomados um a um, tornou-se um alvo fácil. Portugal viu seu grande império ser atacado por ingleses, franceses e holandeses, todos inimigos da Espanha. A reduzida população portuguesa (cerca de um milhão) não foi suficiente para resistir a tantos inimigos, e o Império começou a desmoronar.
O surgimento da potência marítima holandesa foi rápido e extraordinário: durante anos, marinheiros holandeses haviam participado em viagens portuguesas ao oriente. Jan Huygen van Linschoten, que vivera em Lisboa, teria recolhido relatos, informação e mapas, ao integrar a comitiva de frei Vicente da Fonseca, em 1583, que fora nomeado arcebispo de Goa. Em 1598, regressaria aos Países Baixos, onde publicou as suas observações sobre o oriente e a navegação. Cornelis de Houtman, que também passara por Lisboa, seguiria as suas indicações na primeira viagem exploratória holandesa, assinando um tratado com o sultão que dominava o estreito de Sunda, entre Java e Sumatra.
Os Países Baixos são geralmente considerados como o agressor, pois o seu ataque às possessões Portuguesas foi unilateral, e a iniciativa da guerra coube sempre ao lado holandês. Por outro lado, poderia ser invocado que, estando Portugal sob domínio Espanhol durante o curso da maior parte do conflito (depois de herdada a coroa de Portugal por Filipe II de Espanha) e dado que a Espanha combatia os holandeses na Flandres, tentando sufocar a guerra da independência dos Países Baixos, parece legítimo que os holandeses levassem a guerra a todos os cantos do Império Espanhol. Esse argumento é, entretanto, contrariado pelo fato de a Guerra Luso-Holandesa ter prosseguido depois da Restauração Portuguesa (1640). Como será visto mais à frente, a verdadeira motivação da guerra foi a tentativa holandesa de tomar o controle do comércio de especiarias da Índia, o que não é consistente com nenhuma justificação técnica de defesa militar.

## Casus Belli

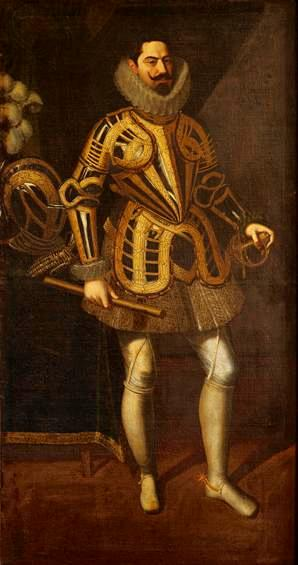
D. Aires de Saldanha, 17° Vice-rei da Índia, foi responsável por organizar a defesa de Cochim, Goa e das Ilhas Molucas, contra os ataques holandeses.

A Holanda começa o século XVII como a maior potência naval da Europa, possuindo mais navios do que qualquer outro país europeu. Em 1602, foi fundada a Verenigde Oost-Indische Compagnie  ou VOC, com o objectivo de partilhar os custos da exploração das Índias Orientais e eventualmente restabelecer o comércio das especiarias, vital fonte de rendimentos da novíssima República das Sete Províncias Unidas.
As Sete Províncias Unidas encontravam-se, na altura, em luta contra os Habsburgo pela sua independência, e a razão pela qual os holandeses procuraram apoderar-se do comércio das especiarias foi a sua sobrevivência económica: até à união das coroas Portuguesa e Espanhola, os mercadores Portugueses usavam os Países Baixos como plataforma para introdução das especiarias no norte da Europa, através de uma feitoria em Antuérpia, cidade forçada a render-se aos espanhóis em 1585. Depois de anexar Portugal, a Espanha declarou um embargo a todas as transacções comerciais com as Províncias Unidas, territórios secessionistas desde a União de Utreque.
Isto significava que, a partir de então, todo o comércio seria feito através dos Países Baixos do Sul, os quais, de acordo com a União de Arras (ou União de Utreque) eram fiéis ao monarca Espanhol e professavam o Catolicismo Romano, contrastando com o norte holandês, protestante. Isto significava ainda que os holandeses acabavam de perder o seu mais lucrativo parceiro comercial e a sua mais importante fonte de financiamento da guerra contra Espanha. Adicionalmente eles perderiam o seu monopólio de distribuição na França, no Sacro Império Romano-Germânico e norte da Europa. A sua indústria de pescas do mar do Norte e as actividades comerciais cerealíferas no Báltico não seriam simplesmente suficientes para manter a República.
A West-Indische Compagnie (WIC) seria fundada, em 1621, para assegurar o monopólio do comércio com as colônias ocidentais. Sua criação foi uma iniciativa de calvinistas flamengos e brabanteses que se haviam refugiado na República das Sete Províncias, para escapar à perseguição religiosa.
Para efeito de comparação, vale ressaltar que, na primeira metade do século XVII, Portugal possuía grandes e poderosos navios de guerra, mas não em número suficiente para proteger todos os seus domínios marítimos. Alguns navios portugueses como os galeões Santa Teresa e Padre Eterno foram considerados uns dos maiores navios do mundo em sua época. A Holanda, por sua vez, tinha a maior frota de navios do mundo, que era composta, em sua maioria, por navios de pequeno e médio porte que eram mais fáceis de manter e de manobrar. Os holandeses chegaram mesmo a atacar a Inglaterra, na foz do rio Tâmisa (chegando a poucos quilômetros de Londres), durante a primeira e segunda Guerras Anglo-Holandesas.

## Cronologia

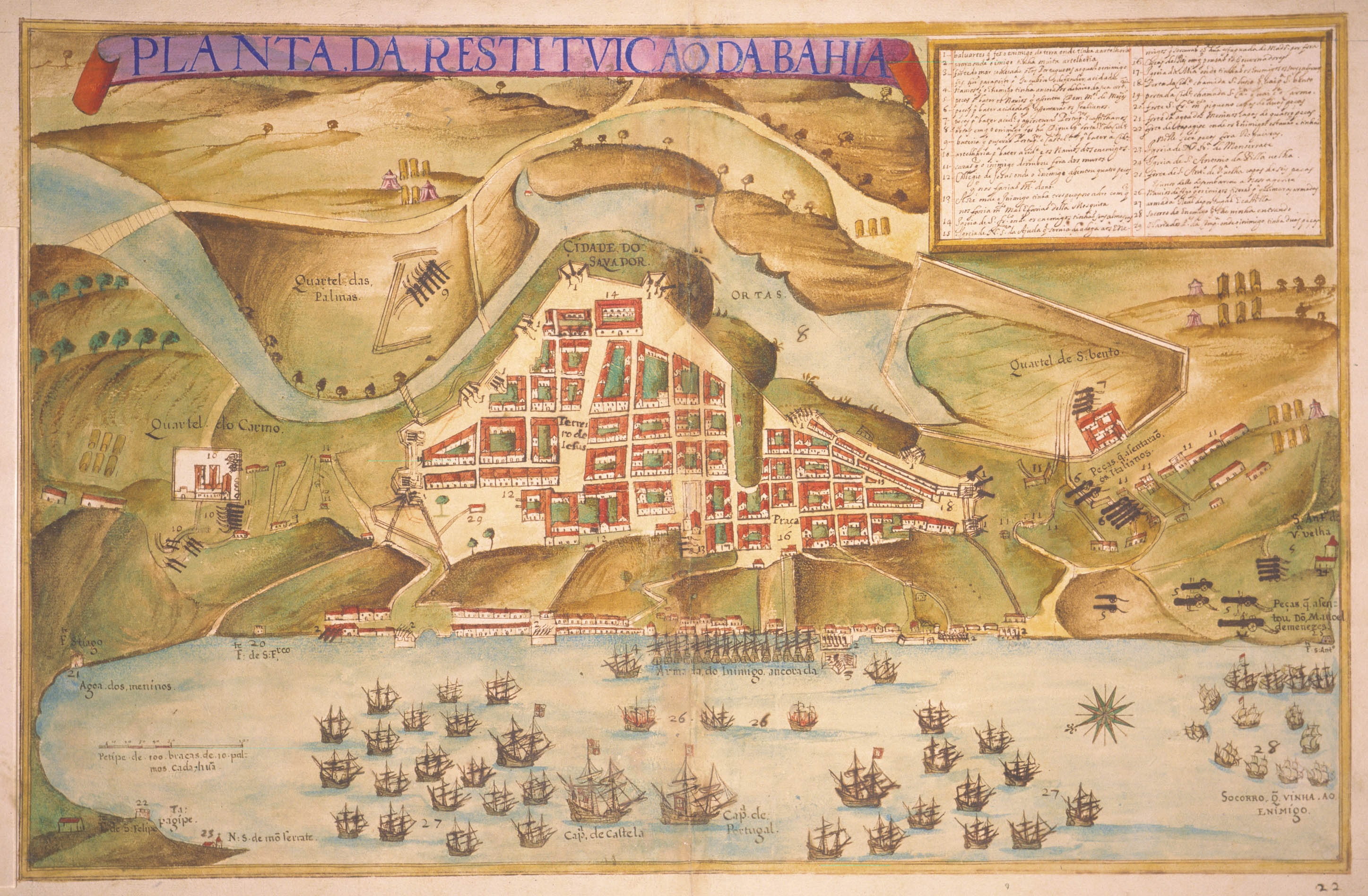
"Planta da restituição da Bahia" do atlas Estado do Brasil, João Teixeira Albernaz, o Velho, 1631

- 1595 - Encerramento dos portos portugueses aos navios holandeses por ordem de Filipe II. Nesse ano holandeses auxiliaram os ingleses no Saque do Recife, que representou o mais rico butim da história da navegação de corso da Inglaterra elisabetana.[4]

- 1597 - A guerra Luso-Holandesa começa com um ataque a São Tomé e Príncipe.
- 1603 - A nau portuguesa "Santa Catarina" foi capturada ao largo de Singapura pela recém-criada Companhia das Índias Orientais (VOC). O feito gerou protestos internacionais e serviu de pretexto para contestar a política de Mare Clausum, em defesa do Mare Liberum, o que daria sustentação ideológica para que os holandeses quebrassem vários monopólios comerciais para, em seguida, estabelecerem o seu próprio monopólio, mediante o uso da sua potência naval.
- 1605 - Mercadores da VOC capturaram o forte português de Ambão nas ilhas Molucas. No ano seguinte investiram sobre Malaca, que resistiu a um cerco de quatro meses.
- 1607 - Tentaram tomar Moçambique, sem sucesso.[5]Olinda, então a urbe mais rica do Brasil Colônia, foi saqueada e incendiada pelos holandeses, que escolheram o Recife como a capital da Nova Holanda. O mapa neerlandês mostra o cerco a Olinda e Recife em 1630[6]

Olinda, então a urbe mais rica do Brasil Colônia, foi saqueada e incendiada pelos holandeses, que escolheram o Recife como a capital da Nova Holanda. O mapa neerlandês mostra o cerco a Olinda e Recife em 1630

- 1619 - A VOC conquista Jacarta, a que chamou Batávia, tornando-a a sua base no oriente. Nos vinte anos seguintes Goa e Batávia batalharam incessantemente entre si, como capitais dos rivais Estado Português da Índia e da VOC.
- 1622 - Macau, várias vezes atacada, resistiu à tentativa de conquistar a cidade, após dois dias de combate, na Batalha de Macau, que se tornaria a maior derrota holandesa.[5]
- 1624 - Uma força de vinte e seis navios de uma nova companhia criada em 1621, a Companhia Holandesa das Índias Ocidentais, ou WIC, sob o comando do Almirante Jacob Willekens e de Piet Hein conquista a cidade de Salvador (Bahia), capital do Estado do Brasil. O Governador é capturado e o governo passa para as mãos de Johan van Dorth. A resistência portuguesa reorganiza-se a partir do Arraial do rio Vermelho, contendo os invasores no perímetro urbano de Salvador.
- 1625 - A Coroa espanhola envia uma poderosa armada luso-espanhola de cinquenta e dois navios com doze mil homens, sob o comando de Fadrique de Toledo Osório, conhecida como Jornada dos Vassalos. Esta bloqueia o porto de Salvador, obtendo a rendição holandesa. Nesse ano Piet Hein tentou um ataque à Vila de Vitória, na Capitania do Espírito Santo, que foi frustrado pela iniciativa da jovem Maria Ortiz. Ruma então a Luanda, que ataca.
- 1628 - O rei Filipe III de Portugal autoriza a criação da Companhia Portuguesa das Índias Orientais para fazer frente à sua rival holandesa no Oriente.

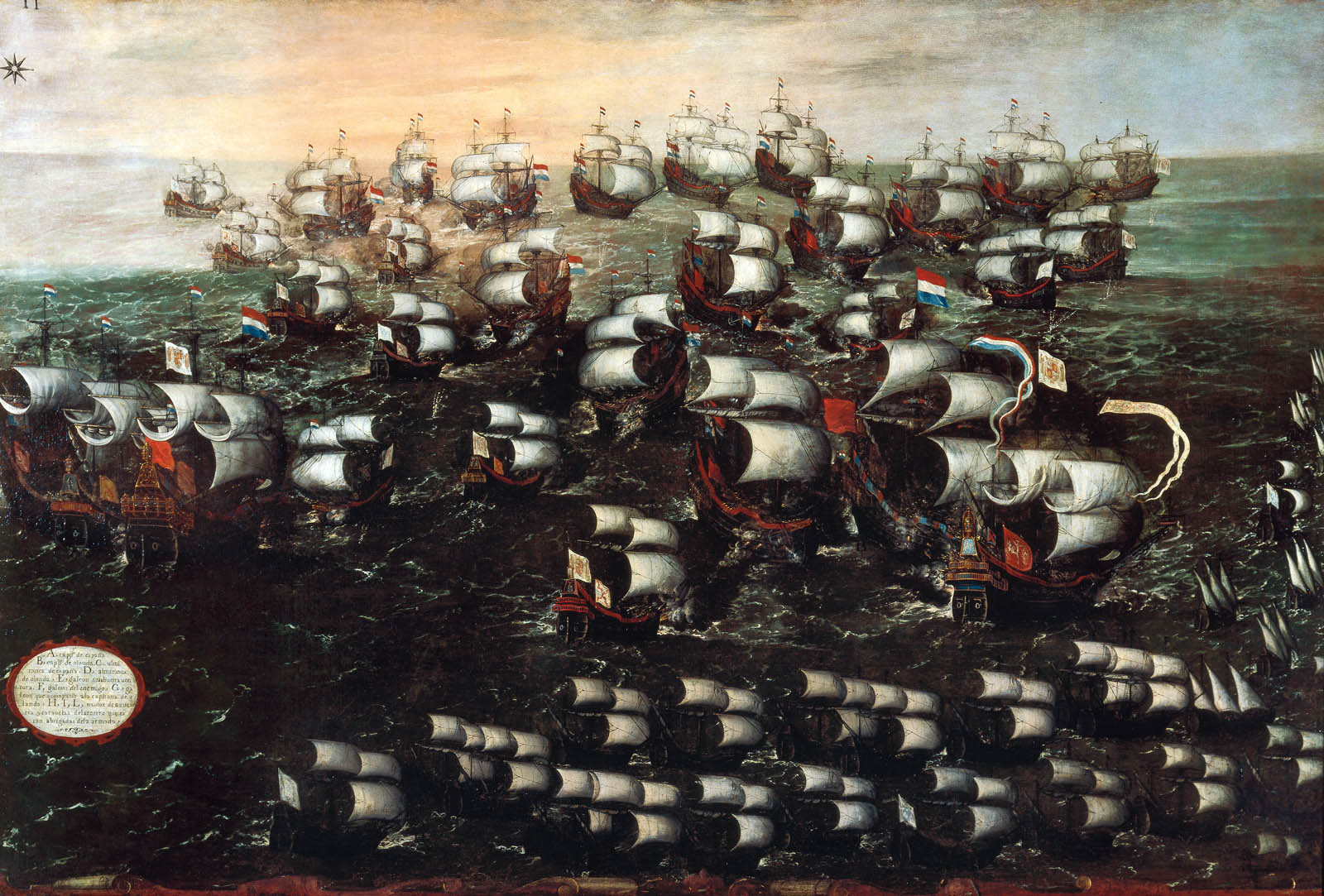
Navios portugueses e espanhóis combatendo os holandeses na Batalha Naval dos Abrolhos (também conhecida como Batalha Naval de Pernambuco) de 12 de setembro 1631

- 1630 - A Capitania de Pernambuco, mais rica de todas as possessões portuguesas, é conquistada pela WIC, através de uma nova e poderosa esquadra com sessenta e sete navios — a maior já vista na colônia — sob o comando de Hendrick Lonck. O território ocupado é renomeado Nova Holanda, abrangendo sete das dezenove capitanias do Brasil à época. No entanto, grande parte do Brasil permaneceu em mãos portuguesas, que foram uma constante ameaça ao domínio holandês.[1][6][7]

- 1631 - Uma esquadra Luso-Espanhola vence os holandeses, na Batalha dos Abrolhos, e consegue desembarcar tropas em Pernambuco.
- 1637 - Os holandeses vencem os últimos focos de resistência luso-brasileira na Nova Holanda. Começa o governo do conde Maurício de Nassau.
- 1638 - Os holandeses tomaram São Jorge da Mina na Guiné, iniciando os ataques nos postos comerciais da costa oeste africana, visando assegurar escravos para a produção de açúcar nos territórios conquistados no Brasil.[8]
- 1640
  - Uma armada luso-espanhola falhou o desembarque em Pernambuco, sendo destruída perto da ilha de Itamaracá. A guerra pelo Brasil recomeça. Entretanto os holandeses conquistam São Tomé e Príncipe e Luanda, em Angola, centros fornecedores de escravos.
  - No mesmo ano, após um golpe de estado em 1º de dezembro, começa a Guerra da Independência de Portugal, que só terminará em 1668.[9] O duque João de Bragança se torna o novo rei de Portugal, com o título de D. João IV. Nessa altura foram enviados embaixadores à França, Inglaterra e à República Holandesa, visando formar parcerias com estes países na luta contra Espanha.[10]
  - Ceilão seria cercada pela VOC partir de 1640.
- 1641
  - A 12 de junho foi firmado o primeiro Tratado de Haia, estabelecendo uma trégua de dez anos entre o Reino de Portugal e a República Holandesa. Foi um Tratado de Aliança Defensiva e Ofensiva entre ambas as partes. O tratado incluía a formação de uma frota conjunta destinada a atacar o Reino da Espanha. Na prática a trégua, originalmente firmada para todos os territórios de ambos os impérios, limitou-se ao continente europeu, sendo ignorada por ambas as partes no resto do mundo:
  - A 14 de julho, após uma dura luta que durou cinco meses, Malaca foi conquistada pelos holandeses da VOC, no que foi o culminar da guerra e o maior golpe no império português do oriente, privando-o do importante controlo do estreito.[3]
  - O Almirante Jan Corneliszoon Lichthardt, da WIC, captura a Ilha de São Luís dos Portugueses iniciando o domínio holandês no Maranhão.
  - Em agosto, Luanda é cercada e tomada pela WIC.
- 1642 - Os holandeses tomam o Axim, no actual Gana.[8]

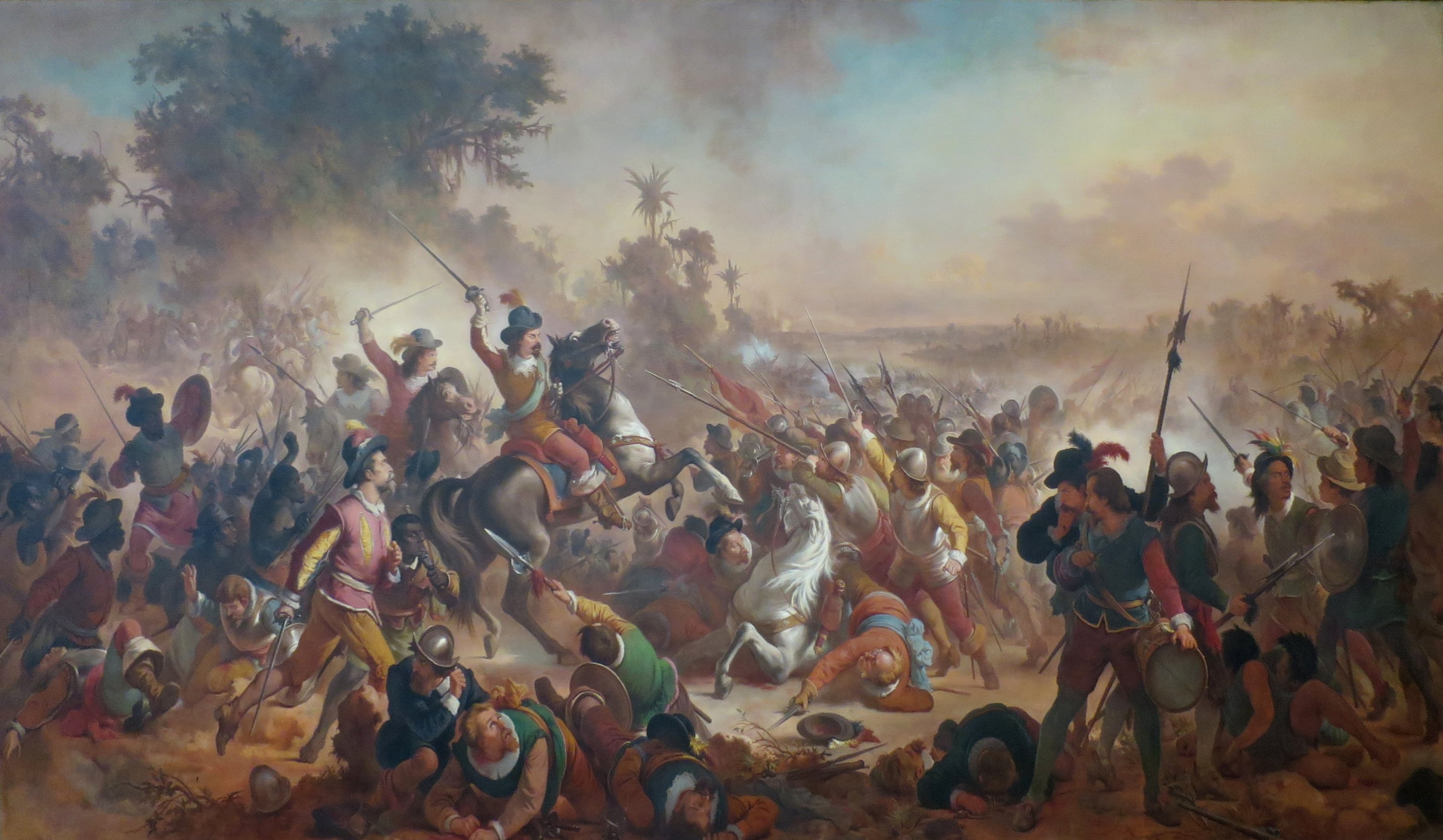
As Batalhas dos Guararapes, episódios decisivos na Insurreição Pernambucana, são consideradas a origem do Exército Brasileiro

- 1645 - Eclode a Insurreição Pernambucana de luso-brasileiros descontentes com a administração da WIC. Entre 1648-1649 são travadas as Batalhas dos Guararapes, vencidas pelos luso-brasileiros no Estado de Pernambuco. A primeira batalha ocorreu em 19 de abril de 1648, e a segunda em 19 de fevereiro de 1649. Sendo as forças luso-brasileiras lideradas pelos senhores de engenho André Vidal de Negreiros e João Fernandes Vieira, pelo africano Henrique Dias e pelo indígena Felipe Camarão.
- 1647 - O padre Antônio Vieira, conselheiro de D. João IV, aconselha o rei a comprar Pernambuco dos holandeses, mas a proposta viria a ser recusada pela Holanda no ano seguinte.
- 1648
  - Em 30 de janeiro termina a guerra entre a Holanda e a Espanha com o Tratado de Münster. A Espanha reconhece a independência da Holanda.
  - No Rio de Janeiro, Salvador Correia de Sá e Benevides prepara uma frota de 15 navios sob o pretexto de levar ajuda aos portugueses sitiados pelos guerreiros da rainha Nzinga em Angola. Partiram do Rio de Janeiro a 12 de maio e, através de contactos com padres Jesuítas, conseguiram reconquistar Luanda em 15 de agosto. A campanha prolongou-se de 1648 a 1652, recuperando Angola e a ilha de São Tomé para os portugueses (reconquista de Angola).
- 1649 - É criada, em Portugal, a Companhia Geral do Comércio do Brasil, com o objetivo de fazer frente à sua rival holandesa e ajudar na retomada de Pernambuco.
- 1650 - Os holandeses instalaram-se no Cabo da Boa Esperança. Em 1652, Jan van Riebeeck, da VOC, instalou aí uma base de apoio à navegação para o oriente, vindo mais tarde a transformar-se na Cidade do Cabo.
- 1652 - Em 29 de maio começa a guerra entre Inglaterra e Holanda (Primeira Guerra Anglo-Holandesa). Os holandeses, ocupados com a guerra contra a Inglaterra, ficam sem condições de enviar reforços para socorrer as suas colônias contra os ataques portugueses.
- 1653 - O rei D. João IV envia uma grande esquadra, de 77 navios bem armados, composta pela Marinha de Guerra Portuguesa e a Companhia Geral do Comércio do Brasil, que chega ao Brasil em 20 de dezembro, bloqueando os navios holandeses em Recife.
- 1654
  - Em 26 de janeiro de 1654 é assinada a rendição holandesa no Brasil (Capitulação do Campo do Taborda), no Recife, de onde partiram os últimos navios holandeses.
  - A guerra Anglo-Holandesa termina em 8 de maio. Os holandeses, agora, voltam todas as suas atenções para Portugal.
- 1656 - Morre o rei D. João IV, em 6 de novembro. A rainha viúva D. Luísa de Gusmão assume a regência do reino durante a menoridade de D. Afonso VI. Nos anos seguintes Portugal sofre intensa pressão dos holandeses. Uma frota bloqueia os principais portos de Portugal enquanto diplomatas holandeses exigem a devolução de Pernambuco e os demais territórios da Nova Holanda, juntamente com Angola e São Tomé além de uma pesada indenização a ser paga à Companhia Holandesa das Índias Ocidentais. A situação é delicada para os portugueses, pois ainda estavam em guerra contra a Espanha, mesmo assim Portugal não cede às exigências e a guerra continua com captura de navios de ambas as partes.
- 1658 - Os últimos portugueses abandonam Ceilão, perdida para os holandeses.
- 1661
  - Em 23 de junho de 1661 é assinado o Tratado Anglo-Português, no qual fica acordado: o casamento da princesa portuguesa D. Catarina de Bragança com o rei da Inglaterra Carlos II, a entrega dos territórios portugueses de Bombaim (Índia) e Tânger (África) aos ingleses como dote de casamento e a ajuda da Inglaterra a Portugal nas guerras contra a Espanha e Holanda.
  - Em 6 de agosto de 1661 é assinado o Tratado de Paz de Haia, pelo qual a Nova Holanda foi "vendida" a Portugal por quatro milhões de cruzados (ou oito milhões de florins), a ser pago em dinheiro ou açúcar, tabaco e sal. A Holanda reconhece os domínios portugueses na África e na América e Portugal reconhece a posse holandesa dos territórios conquistados na Ásia.  Ainda nos termos do acordo, os holandeses gozariam de benefícios alfandegários e liberdades comerciais no comércio do açúcar nos territórios do império português.
- 1662 - Em razão da demora no pagamento da indenização, Cochim é tomada pelos holandeses quebrando o acordo assinado. Os holandeses, temendo o recomeço da guerra e a perda dos territórios já conquistados, acabariam por firmar definitivamente a paz em 1663.

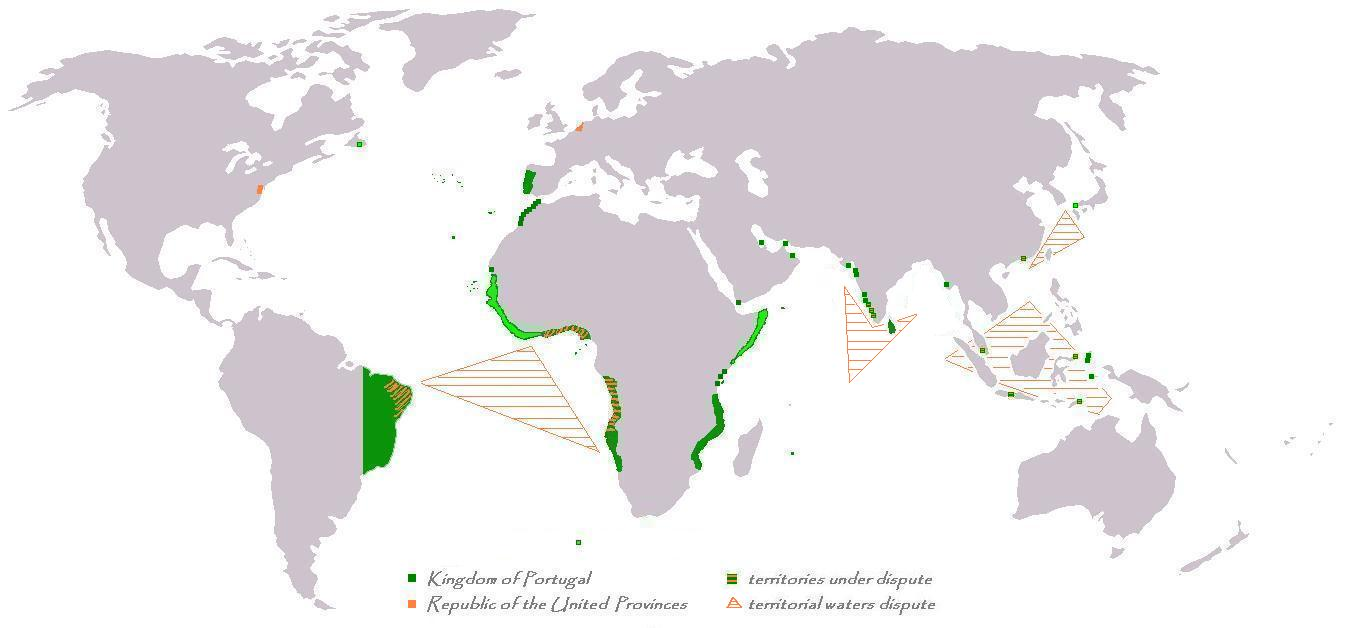
Territórios do Império Português (verde); Territórios da República das Sete Províncias Unidas (laranja); As zonas disputadas entre 1588 - 1654 surgem a tracejado

## Implicações
Embora conseguindo recuperar o Brasil e importantes territórios em África, onde o império português viria a centrar-se nos anos seguintes, Portugal perdeu para sempre a proeminência no oriente. Os Países Baixos consolidaram a sua independência e formou o Império colonial holandês, abrindo caminho ao século de Ouro dos Países Baixos, apesar de grandes custos e perda de recursos melhor utilizados na prevenção da rivalidade económica inglesa. A Inglaterra também saiu beneficiada porque derrotou a maior ameaça à sua autonomia através da sabotagem das rotas marítimas espanholas, e porque conseguiu que os seus principais parceiros económicos (e potenciais rivais) entrassem em guerra entre si.
A entrega, feita à Inglaterra, das possessões portuguesas de Bombaim e Tanger seguiram o plano da política internacional portuguesa, cujo objetivo era trazer os ingleses para perto dos domínios portugueses na África e na Ásia para que ambos pudessem se ajudar mutualmente na defesa de seus territórios contra ataques holandeses e franceses.